# Kirchheim (Baviera)
Kirchheim è un comune tedesco di 2 219 abitanti, situato nel land della Baviera.